# Kings of the Sun
Kings of the Sun is een Amerikaanse avonturenfilm uit 1963 onder regie van J. Lee Thompson. Destijds werd de film uitgebracht onder de titel Koningen van de zon.

## Verhaal
Een indianenopperhoofd valt in de handen van de Maya's. Hij zal worden geofferd aan de goden. Als gevolg van zijn ontsnapping dreigt er een oorlog uit te breken tussen twee stammen.

## Rolverdeling
| Acteur             | Personage   |
| ------------------ | ----------- |
| Yul Brynner        | Black Eagle |
| George Chakiris    | Balam       |
| Shirley Anne Field | Ixchel      |
| Richard Basehart   | Ah Min      |
| Brad Dexter        | Ah Haleb    |
| Barry Morse        | Ah Zok      |
| Armando Silvestre  | Isatai      |
| Leo Gordon         | Hunac Ceel  |
| Victoria Vetri     | Ixzubin     |
| Rudy Solari        | Pitz        |
| Ford Rainey        | Opperhoofd  |